# Hendecourt-lès-Cagnicourt
Pour l’article homonyme, voir Hendecourt-lès-Ransart.
Hendecourt-lès-Cagnicourt est une commune française située dans le département du Pas-de-Calais en région Hauts-de-France. Ses habitants sont appelés les Hendecourtois.
La commune fait partie de la communauté de communes Osartis Marquion qui regroupe 49 communes et compte 42 651 habitants en 2021.

## Géographie

### Localisation
Localisée dans le sud-est du département du Pas-de-Calais, Hendecourt-lès-Cagnicourt est une commune située, à vol d'oiseau, à 13 km au nord-est de la commune de Bapaume et à 15 km au sud-est de la commune d’Arras (chef-lieu d'arrondissement et préfecture du Pas-de-Calais).
Le territoire de la commune est limitrophe de ceux de sept communes.
Les communes limitrophes sont  Bullecourt, Cagnicourt, Chérisy, Fontaine-lès-Croisilles, Haucourt, Riencourt-lès-Cagnicourt et Vis-en-Artois.

### Géologie et relief
La superficie de la commune est de 8,86 km2 ; son altitude varie de 61  à   92 m.

### Hydrographie
La commune est située dans le bassin Artois-Picardie. Elle n'est drainée par aucun cours d'eau,.

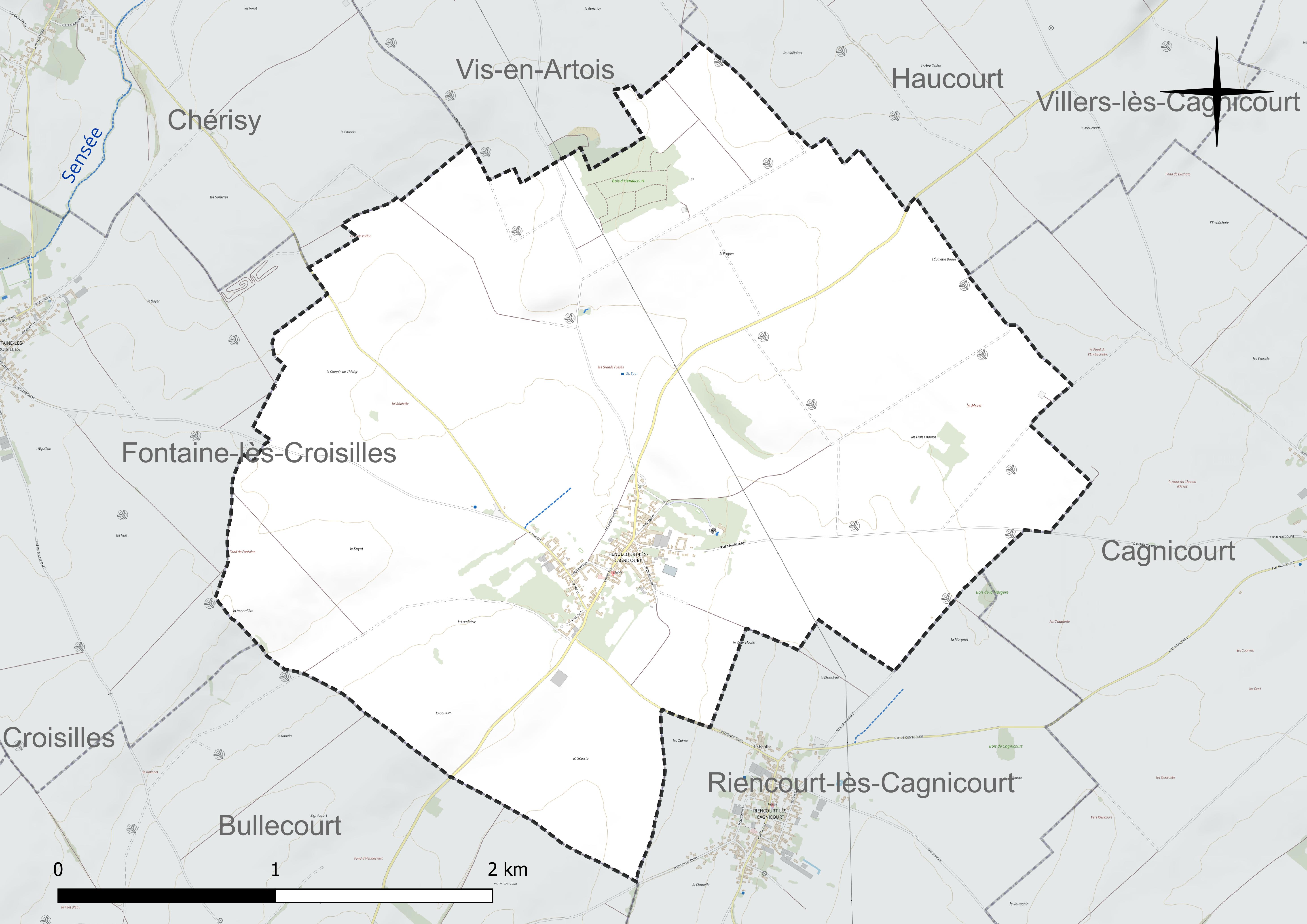
Réseau hydrographique d'Hendecourt-lès-Cagnicourt.

### Climat
Pour des articles plus généraux, voir Climat des Hauts-de-France et Climat du Pas-de-Calais.
En 2010, le climat de la commune est de type climat océanique dégradé des plaines du Centre et du Nord, selon une étude du CNRS s'appuyant sur une série de données couvrant la période 1971-2000. En 2020, Météo-France publie une typologie des climats de la France métropolitaine dans laquelle la commune est exposée à un climat océanique et est dans la région climatique Nord-est du bassin Parisien, caractérisée par un ensoleillement médiocre, une pluviométrie moyenne régulièrement répartie au cours de l'année et un hiver froid (3 °C).
Pour la période 1971-2000, la température annuelle moyenne est de 10,2 °C, avec une amplitude thermique annuelle de 14,6 °C. Le cumul annuel moyen de précipitations est de 714 mm, avec 12,3 jours de précipitations en janvier et 8,9 jours en juillet. Pour la période 1991-2020, la température moyenne annuelle observée sur la station météorologique la plus proche, située sur la commune de Wancourt à 7 km à vol d'oiseau, est de 10,8 °C et le cumul annuel moyen de précipitations est de 711,4 mm,. Pour l'avenir, les paramètres climatiques de la commune estimés pour 2050 selon différents scénarios d'émission de gaz à effet de serre sont consultables sur un site dédié publié par Météo-France en novembre 2022.

### Paysages
Pour un article plus général, voir Paysage en France.
La commune est située dans le paysage régional des grands plateaux artésiens et cambrésiens tel que défini dans l'atlas des paysages de la région Nord-Pas-de-Calais, conçu par la direction régionale de l'Environnement, de l'Aménagement et du Logement (DREAL),. Ce paysage régional, qui concerne 238 communes, est dominé par les « grandes cultures » de céréales et de betteraves industrielles qui représentent 70 % de la surface agricole utilisée (SAU).

### Milieux naturels et biodiversité

#### Espèces faunistiques et floristiques
Le site de l'Inventaire national du patrimoine naturel (INPN) recense plusieurs espèces faunistiques et floristiques sur le territoire de la commune dont certaines sont protégées et d'autres menacées et quasi-menacées.

## Urbanisme

### Typologie
Au 1er janvier 2024, Hendecourt-lès-Cagnicourt est catégorisée commune rurale à habitat dispersé, selon la nouvelle grille communale de densité à sept niveaux définie par l'Insee en 2022.
Elle est située hors unité urbaine. Par ailleurs la commune fait partie de l'aire d'attraction d'Arras, dont elle est une commune de la couronne,. Cette aire, qui regroupe 163 communes, est catégorisée dans les aires de 50 000 à moins de 200 000 habitants,.

### Occupation des sols
L'occupation des sols de la commune, telle qu'elle ressort de la base de données européenne d'occupation biophysique des sols Corine Land Cover (CLC), est marquée par l'importance des territoires agricoles (95,5 % en 2018), une proportion identique à celle de 1990 (95,5 %). La répartition détaillée en 2018 est la suivante : 
terres arables (95,5 %), zones urbanisées (4,5 %). L'évolution de l'occupation des sols de la commune et de ses infrastructures peut être observée sur les différentes représentations cartographiques du territoire : la carte de Cassini (XVIIIe siècle), la carte d'état-major (1820-1866) et les cartes ou photos aériennes de l'IGN pour la période actuelle (1950 à aujourd'hui).

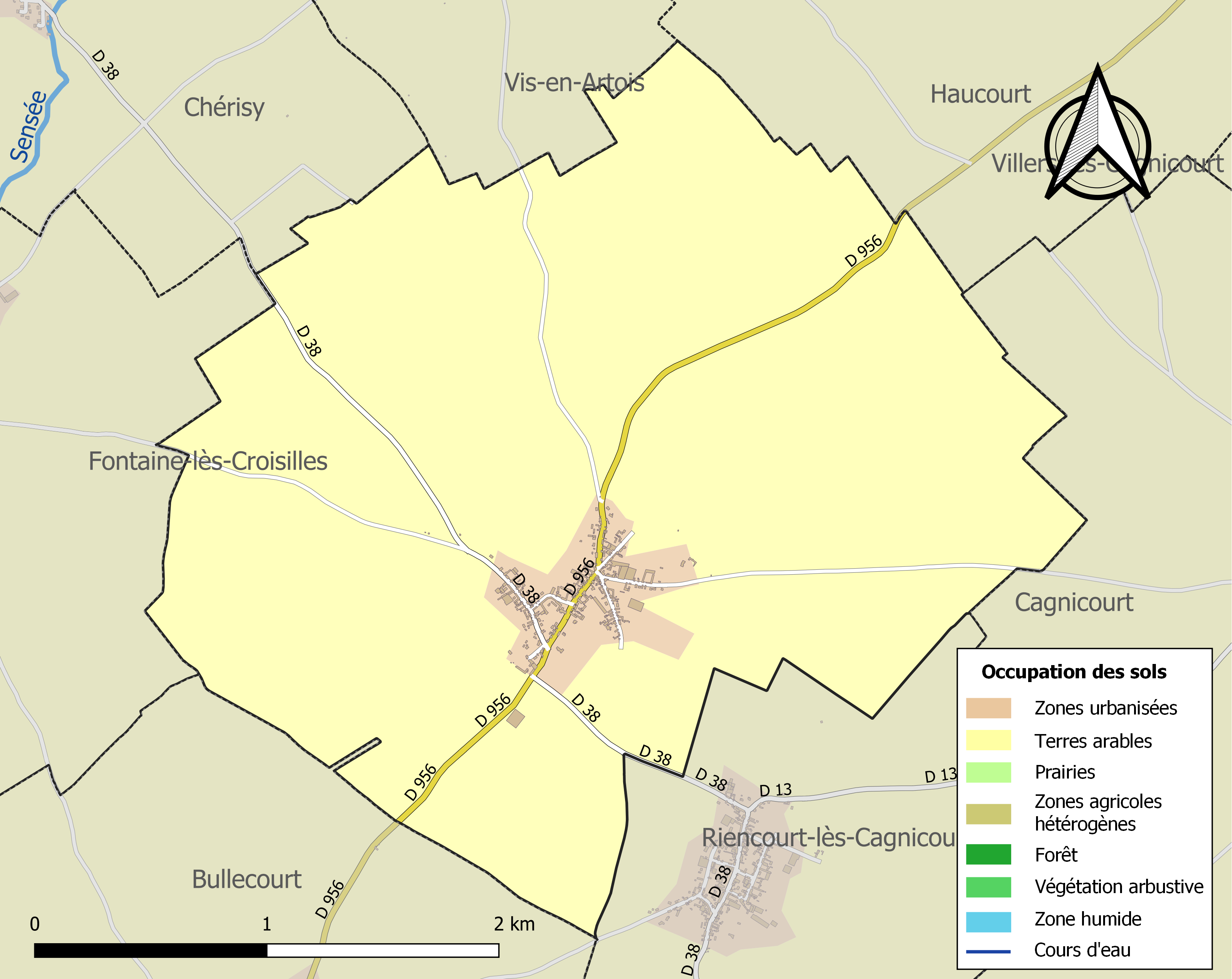
Carte des infrastructures et de l'occupation des sols de la commune en 2018 (CLC).

### Énergie
Douze éoliennes produisent de l'électricité à Hendecourt-lès-Cagnicourt depuis 2012.

## Toponymie
Le nom de la localité est attesté sous les formes Hendecurt (876) (cartulaire de Saint-Vaast), Hendencourt (1024) (id), Hendencourt (1102) (id), Hendicort (1216) (cartulaire du chapitre d'Arras), Hendecourt-les-Yser-en-Escrebieu (1361) (chapitre de Lens), Hendecourt-en-Artois (XVIIIe siècle) (Cassini), sur un plan daté du 6 juillet 1752 disponible aux archives départementales du Pas-de-Calais à Arras, réalisé par Antoine Joseph Cornu, arpenteur sermenté de la province d'Artois, sous le nom d'Hendecourt-en-Artois, Hendecourt-lez-Cagnicourt (1759).
Nom qui vient de Hanto, nom d'homme et de cortem, domaine.
En français, la préposition « lès » signifie « près de » et permet de signifier la proximité d'un lieu géographique par rapport à un autre lieu. En règle générale, il s'agit d'une localité qui tient à se situer par rapport à une ville voisine plus grande. La commune  indique qu'elle se situe près de Cagnicourt.

## Histoire

### Première Guerre mondiale
Situé près de la ligne de front de la Première Guerre mondiale, le village est entièrement rasé par les tirs d'artillerie. La population est évacuée en France et entre autres dans l'Audomarois, à Berck, Paris, Angers, Évian, Thonon, Clermont-Ferrand,,,. Il est le théâtre de violents combats, une guerre de tranchées, au même titre que la campagne environnante.

#### Arrivée des Allemands
La présence des Allemands est attestée dès le 28 septembre 1914 : « Arrivés à la jonction du chemin d'Hendecourt, nous voyons trois segments de roues de bicyclettes [...] Il a vu les cyclistes, il a reconnu les allemands, sa figure est décomposée, il a les yeux hagards, il ouvre la bouche toute grande, mais n'articule aucun son, ne fait aucun geste. Il se gare dans le chemin d'Hendecourt ».

#### Bataille de Bullecourt
Le village est concerné par la bataille de Bullecourt (en).

#### Libération du village
« Le 29 Août les positions allemandes sur l'ancien front de 1916 sont devenues intenables. [...] Les troupes de Londres et du West-Lancashire prennent Bullecourt et Hendecourt-lès-Cagnicourt. Dans la soirée du 29, au nord de Bapaume, les troupes anglaises et écossaises occupent les villages de Bullecourt et d'Hendecourt ainsi que les puissants systèmes de tranchées dépendant de l'ancienne ligne Hindenburg »».
« Par la capture d'Écoust-Saint-Mein, de Longatte, de Bullecourt et d'Hendicourt, la fameuse position de Quéant, un des piliers les plus solide du système Hindenburg, est extrêmement menacée et débordée par le Nord. »
« Le jeudi 29, les Allemands reculaient [...] Bullecourt et Hendecourt tombait aux mains des assaillants, mais les efforts les plus énergiques furent impuissants devant la résistance farouche des Allemands qui défendait Ecoust ».
Le village est considéré comme détruit à la fin de la guerre et est décoré de la croix de guerre 1914-1918, le 23 septembre 1920 distinction également attribuée à 276 autres communes du Pas-de-Calais,.

#### Conséquences
Le village rasé est entièrement reconstruit. Les populations évacuées sont revenues dans des baraquements puis ont pu regagner des maisons.
Aujourd'hui encore on retrouve des vestiges dans la campagne : obus, balles, grenades, plombs (shrapnel). Les souterrains creusés lors de la guerre occasionnent des mouvements de terrain qui peuvent fragiliser les habitations.

## Politique et administration

### Découpage territorial
La commune se trouve dans l'arrondissement d'Arras du département du Pas-de-Calais.

#### Commune et intercommunalités
Hendecourt-lès-Cagnicourtétait membre de la communauté de communes Osartis, un établissement public de coopération intercommunale (EPCI) à fiscalité propre créé fin 1999 et auquel la commune avait transféré un certain nombre de ses compétences, dans les conditions déterminées par le code général des collectivités territoriales.
Dans le cadre des prescriptions du schéma départemental de coopération intercommunale approuvé par le préfet du Pas-de-Calais le 22 décembre 2011, cette intercommunalité a fusionné avec sa voisine pour former, le 1er janvier 2014, la communauté de communes Osartis Marquion dont est désormais membre la commune.

#### Circonscriptions administratives
La commune faisait partie depuis 1793 du canton de Vitry-en-Artois. Dans le cadre du redécoupage cantonal de 2014 en France, cette circonscription administrative territoriale a disparu, et le canton n'est plus qu'une circonscription électorale.
Pour les élections départementales, la commune fait partie depuis 2014 du canton de Brebières

#### Circonscriptions électorales
Pour l'élection des députés, elle fait partie de la première circonscription du Pas-de-Calais.

### Élections municipales et communautaires

#### Liste des maires
| Période                                  | Période                       | Identité         | Étiquette | Qualité                                                       |
| ---------------------------------------- | ----------------------------- | ---------------- | --------- | ------------------------------------------------------------- |
| Les données manquantes sont à compléter. |                               |                  |           |                                                               |
| 1904                                     | 1944                          | Joseph Boulangé  |           |                                                               |
| 1945                                     | 1945                          | Roger Camier     |           |                                                               |
| 1945                                     | 1946                          | Fulgence Danel   |           |                                                               |
| 1946                                     | 1959                          | Léon Fournier    |           |                                                               |
| 1959                                     | 1975                          | Pierre Legrand   |           |                                                               |
| 1979                                     | 1995                          | Raymond Sénéchal |           |                                                               |
| 1995                                     | 2008                          | Étienne Tabary   |           |                                                               |
| mars 2008                                | En cours (au 2 décembre 2020) | Denis Sénéchal   |           | Ancien agriculteur exploitant Réélu pour le mandat 2020-2026, |

## Population et société

### Démographie
Les habitants de la commune sont appelés les Hendecourtois.

#### Évolution démographique
L'évolution du nombre d'habitants est connue à travers les recensements de la population effectués dans la commune depuis 1793. Pour les communes de moins de 10 000 habitants, une enquête de recensement portant sur toute la population est réalisée tous les cinq ans, les populations de référence des années intermédiaires étant quant à elles estimées par interpolation ou extrapolation. Pour la commune, le premier recensement exhaustif entrant dans le cadre du nouveau dispositif a été réalisé en 2007.

En 2022, la commune comptait 297 habitants, en évolution de −5,41 % par rapport à 2016 (Pas-de-Calais : −0,72 %, France hors Mayotte : +2,11 %).
| 1793 | 1800 | 1806 | 1821 | 1831 | 1836 | 1841 | 1846 | 1851 |
| ---- | ---- | ---- | ---- | ---- | ---- | ---- | ---- | ---- |
| 670  | 642  | 667  | 786  | 838  | 772  | 794  | 840  | 789  |

| 1856 | 1861 | 1866 | 1872 | 1876 | 1881 | 1886 | 1891 | 1896 |
| ---- | ---- | ---- | ---- | ---- | ---- | ---- | ---- | ---- |
| 772  | 753  | 698  | 636  | 602  | 590  | 594  | 626  | 589  |

| 1901 | 1906 | 1911 | 1921 | 1926 | 1931 | 1936 | 1946 | 1954 |
| ---- | ---- | ---- | ---- | ---- | ---- | ---- | ---- | ---- |
| 555  | 530  | 554  | 327  | 389  | 402  | 394  | 402  | 358  |

| 1962 | 1968 | 1975 | 1982 | 1990 | 1999 | 2006 | 2007 | 2012 |
| ---- | ---- | ---- | ---- | ---- | ---- | ---- | ---- | ---- |
| 348  | 328  | 321  | 310  | 292  | 286  | 317  | 321  | 319  |

| 2017 | 2022 | - | - | - | - | - | - | - |
| ---- | ---- | - | - | - | - | - | - | - |
| 312  | 297  | - | - | - | - | - | - | - |

#### Pyramide des âges
En 2018, le taux de personnes d'un âge inférieur à 30 ans s'élève à 35,8 %, soit en dessous de la moyenne départementale (36,7 %). De même, le taux de personnes d'âge supérieur à 60 ans est de 24,8 % la même année, alors qu'il est de 24,9 % au niveau départemental.
En 2018, la commune comptait 154 hommes pour 160 femmes, soit un taux de 50,96 % de femmes, légèrement inférieur au taux départemental (51,50 %).
Les pyramides des âges de la commune et du département s'établissent comme suit.
| Hommes | Classe d’âge | Femmes |
| ------ | ------------ | ------ |
| 1,3    | 90 ou +      | 0,6    |
| 9,2    | 75-89 ans    | 12,6   |
| 12,5   | 60-74 ans    | 13,2   |
| 24,8   | 45-59 ans    | 20,1   |
| 14,4   | 30-44 ans    | 19,5   |
| 15,0   | 15-29 ans    | 11,3   |
| 22,8   | 0-14 ans     | 22,6   |

| Hommes | Classe d’âge | Femmes |
| ------ | ------------ | ------ |
| 0,5    | 90 ou +      | 1,6    |
| 5,6    | 75-89 ans    | 8,9    |
| 16,7   | 60-74 ans    | 18,1   |
| 20,2   | 45-59 ans    | 19,2   |
| 18,9   | 30-44 ans    | 18,1   |
| 18,2   | 15-29 ans    | 16,2   |
| 19,9   | 0-14 ans     | 17,9   |

### Sports et loisirs
Une aire de jeux a été aménagée en 2019 par la commune

## Économie

### Entreprises et commerces

#### Agriculture
La commune est dans l'« Artois », une petite région agricole dans le département du Pas-de-Calais. En 2020, l'orientation technico-économique de l'agriculture  sur la commune est l'exploitation de grandes cultures (hors céréales et oléo-protéagineux). 
|               | 1988 | 2000 | 2010 | 2020 |
| ------------- | ---- | ---- | ---- | ---- |
| Exploitations | 22   | 13   | 9    | 7    |
| SAU (ha)      | 863  | 750  | 734  | 718  |

Le nombre d'exploitations agricoles en activité et ayant leur siège dans la commune est passé de 22 lors du recensement agricole de 1988  à 13 en 2000 puis à 9 en 2010 et enfin à 7 en 2020, soit une baisse de 68 %. La surface agricole utilisée sur la commune a également diminué, passant de 863 ha en 1988 à 718 ha en 2020. Parallèlement la surface agricole utilisée moyenne par exploitation a augmenté, passant de 39 à 103 ha,.

## Culture locale et patrimoine

### Lieux et monuments
- Le château dont l'origine remonterait au XIe siècle détruit pendant la Première Guerre mondiale et reconstruit entre 1922 et 1927 en style Art déco néo-classique. Le parc est orné d'une allée de charmes de plus de 250 ans[48].
- L'église Saint-Léger.
- Le Mont d'Hendecourt, Monument du Crows Nest.
- Le bois d'Hendecourt, de 15 ha, sur la route de Vis-en-Artois.
- Le monument aux morts[49].
- Les cimetières militaires du commonwelth :
  - Le Dominion Cemetery
  - Le cimetière Upton Wood.

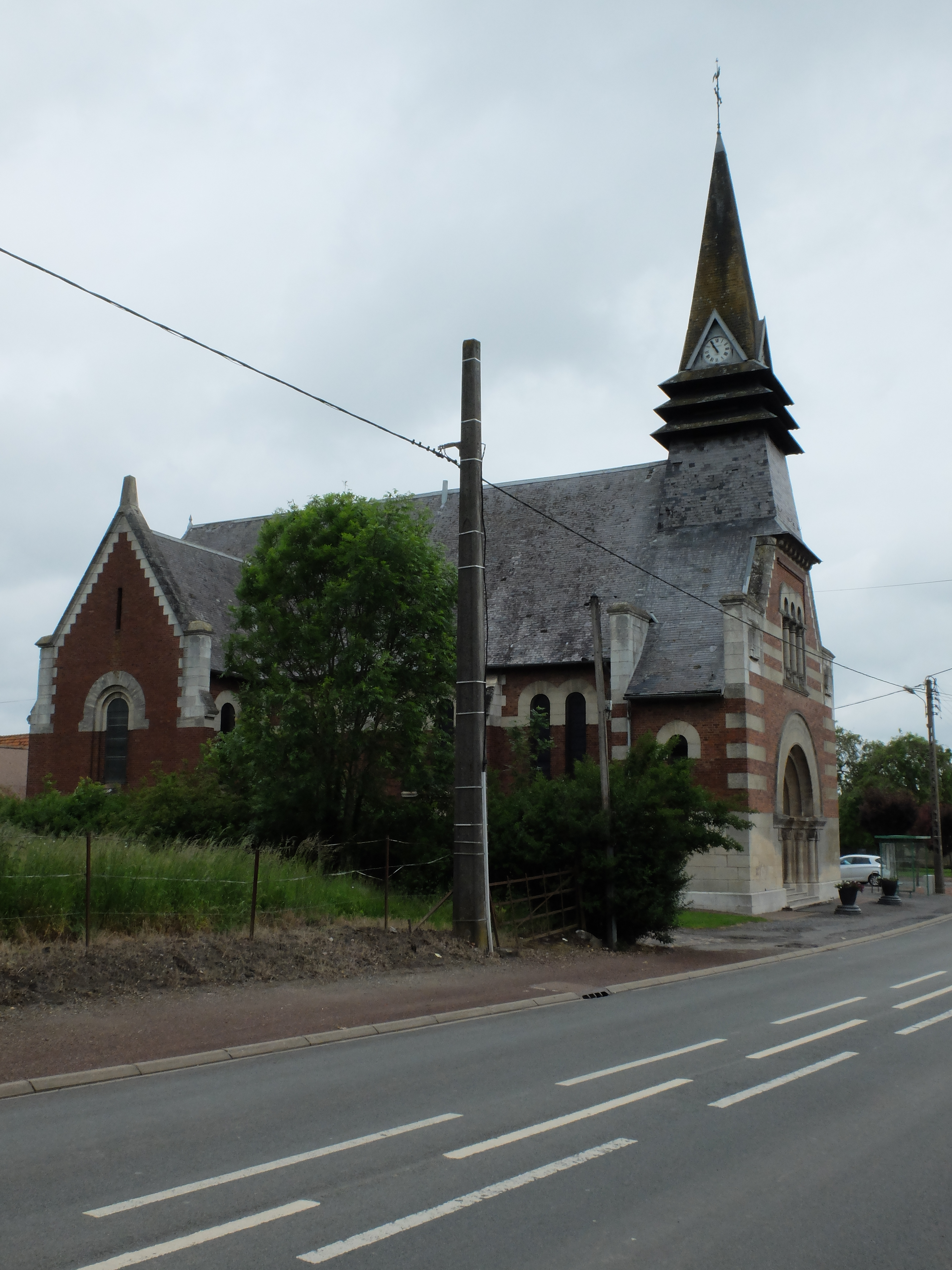
L'église Saint-Léger.
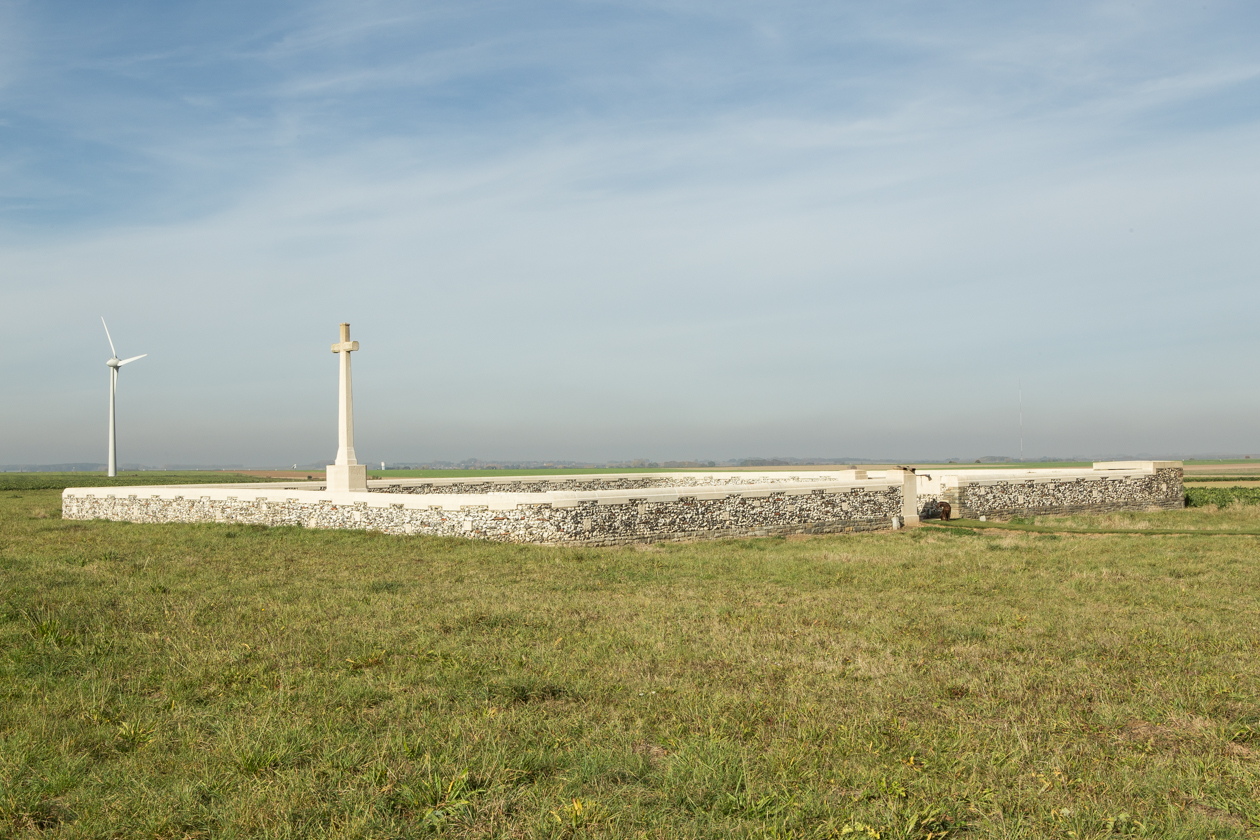
Dominion cemetary
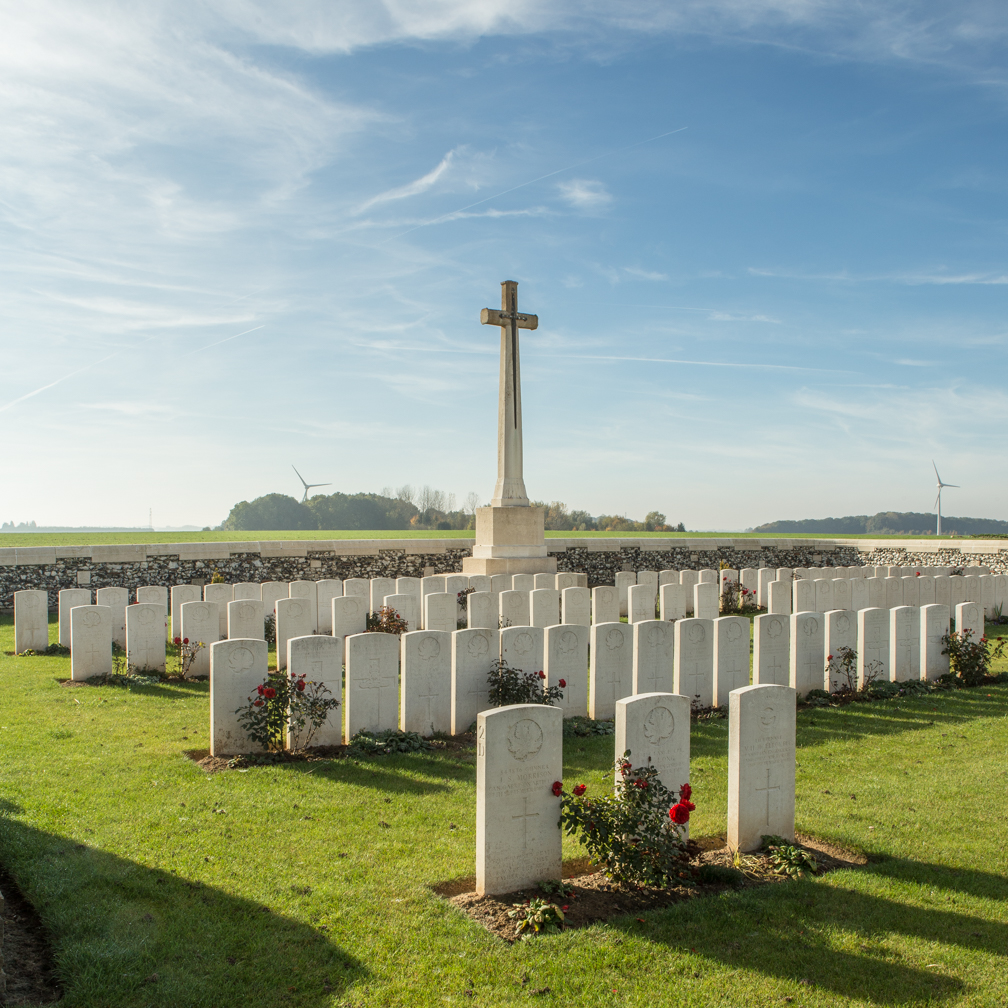
Dominion cemetery
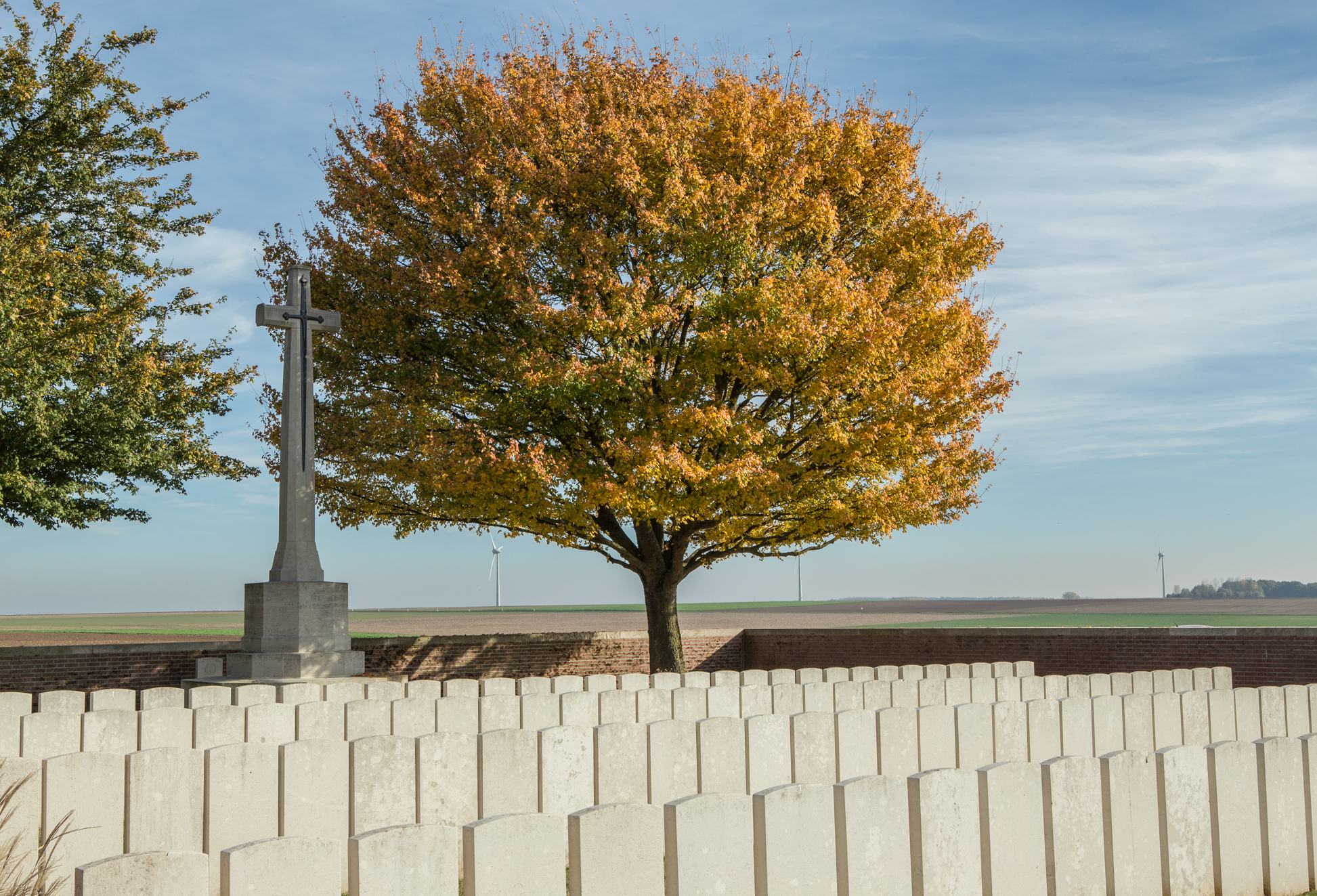
Upton Wood cemetery

- La chapelle Notre-Dame du Mont Carmel.
- « eul' cuarrière », ancienne carrière de craie sur le chemin de Vis-en-Artois qui a ensuite servi de décharge. À la fin du XIXe siècle, la craie y est extraite pour faire de la chaux dans le four à chaux à proximité.

### Personnalités liées à la commune
- Michel Sanchez, membre du groupe Deep Forest[50].

### La commune dans les arts
- Le film britannico-américain 1917  réalisé et produit par Sam Mendes est inspiré des batailles d'Arras et de Bullecourt.
- En 2021, Hendecourt-lès-Cagnicourt est un des lieux de tournage de la série Les Papillons Noirs réalisée par Olivier Abbou et Bruno Merle pour la chaîne de télévision Arte[réf. nécessaire].

### Héraldique, logotype et devise
| Blason de Hendecourt-lès-Cagnicourt | Blason  | D'azur à deux chevrons d'argent accompagnés en pointe d'une molette du même. Ornements extérieursCroix de guerre 1914-1918 |
| Blason de Hendecourt-lès-Cagnicourt | Détails | Le statut officiel du blason reste à déterminer.                                                                           |

## Pour approfondir